# Punta Larsen
La punta Larsen es una punta que forma el lado oeste de la entrada a la bahía Cumberland, en la costa norte-central de la isla San Pedro (o Georgia del Sur). Se encuentra al sur de la bahía Artuso y al norte de bahía Allen.
Su nombre recuerda al capitán Carl Anton Larsen, quien visitó la bahía en el Jason en 1893 y 1894, y luego fundara la Compañía Argentina de Pesca.